# 二氢血根碱
二氢血根碱是一种含氮有机化合物，化学式C20H15NO4，属于一种生物鹼，存在于灰绿黄堇（Corydalis adunca）、荷包牡丹（Lamprocapnos spectabilis）等植物中。